# Raad van Vakcentrales in Suriname
De Raad van Vakcentrales in Suriname (RAVAKSUR; Ravaksur) is een federatie van Surinaamse vakbonden.
Ravaksur werd op 1 mei 1987 opgericht door de drie grootste vakbonden: C-47, CLO en de Moederbond.
Ravaksur is aangesloten bij het Suriname Business Forum en het Caribbean Congress of Labour en een vertegenwoordiger van Suriname bij de Internationale Arbeidsorganisatie.
De jaren 2010 en 2020 kenmerkten zich door onenigheid in de vakbeweging. In 2023 besloot C-47 dat Ravaksur niet langer uit haar naam mag spreken. Bij C-47 zijn rond de zestig bonden aangesloten.